# اللغة الغرمسيرية
جرمسيري  أو بندري  هي لغة جنوب غرب إيران يتم التحدث بها في جنوب شرق إيران في هرمزكان وكرمان . وتتكون من لهجات وثيقة الصلة تمتد من وادي نهر خليلرود في الشمال وصولاً إلى مضيق هرمز في الجنوب.  وترتبط اللغة ارتباطا وثيقا بالبشكردي ولارستاني والكمزاري . إنها تشكل مجموعة لهجة انتقالية إلى شمال غرب إيران البلوشية ، بسبب الاتصال المساحي المكثف.

## أصناف
تشمل أصناف ومواقع جرمسيري ما يلي: 
- مرزي جال ( باشكاردي الشمالية)
- كورتا
- هرمزكان بهلواني (بهلواني)
- رودباري يي كرمان (رودباري، خليلرود)
- جيروفتي وكانوجي
- روخوني ( رودخاني )
- رودوني ( روداني )
- مجموعة مينوي: تشمل مينوي ( مينابي )، هرمزي (هرموزي)، بانزركي ، شاهريشي ( شهري )
- جلانجلي (جالانجي)
- مجموعة بندر عباس: أشومي، فيني ، سوروي (سوروي)، بنداري بندر عباس ، خميري ، كنغي ، شاهفازي
- الكشمي ( قشمي ، قشمي، الجزيري ""الجزيرة")

كهنوجي وجيرفتي متقاربان، لكن جيرفتي تأثر بالفارسية الكرماني التي تحل محله.
البهلواني يتحدث بها شعب هندي آري ( كولي ) عرقيًا. تختلف مفرداتها إلى حد ما، ويُقال إن بعضها تم تعديله من خلال عكس المقاطع وما شابه. "بهلافاني" هو الاسم المستعار .
لدى روداني العديد من الكلمات والتراكيب النحوية من جنوب بلوشستان . من الناحية النحوية، تشبه الكورتا الأنواع الأخرى من لغة البنداري، لكن مفرداتها أقرب إلى مفردات اللغة البلوشية. وهي الآن تحتضر.